# Arquidiócesis de Gatineau
La arquidiócesis de Gatineau (en latín: Archidioecesis Gatinen(sis) y en francés: Archidiocèse de Gatineau) es una circunscripción eclesiástica latina de la Iglesia católica en Canadá, sede metropolitana de la provincia eclesiástica de Gatineau. La arquidiócesis tiene al arzobispo Paul-André Durocher, C.S.B. como su ordinario desde el 12 de octubre de 2011.

## Territorio y organización
La arquidiócesis tiene 5294 km² y extiende su jurisdicción sobre los fieles católicos de rito latino residentes en la región de Outaouais de la provincia de Quebec.
La sede de la arquidiócesis se encuentra en el distrito de Hull en la ciudad de Gatineau, en donde se halla la Catedral de San José y la excatedral de San Juan María Vianney.
En 2019 en la arquidiócesis existían 51 parroquias.
La arquidiócesis tiene como sufragáneas a las diócesis de: Amos y Rouyn-Noranda.

## Historia
La diócesis de Hull fue erigida el 27 de abril de 1963 con la bula Quia dioecesim del papa Juan XXIII, obteniendo el territorio de la arquidiócesis de Ottawa (hoy arquidiócesis de Ottawa-Cornwall), de la que originalmente era sufragánea. La diócesis tenía su sede en Hull, hoy un distrito de Gatineau, en donde se encontraba la Catedral del Santísimo Redentor.
El 1 de marzo de 1982 tomó el nombre de diócesis de Gatineau-Hull, por el traslado del obispado a Gatineau, en donde se erigió como catedral la iglesia de San Juan María Vianney, mientras que la iglesia de San José de Hull pasó a ser la concatedral de la diócesis.
El 30 de junio de 1989, con la carta apostólica Neminem quidem, el papa Juan Pablo II confirmó a la Santísima Virgen María, Madre de la Iglesia, y a san José Obrero, como patronos de la diócesis.
El 31 de octubre de 1990, en virtud de la bula De spirituali Christifidelium del papa Juan Pablo II, fue elevada al rango de arquidiócesis metropolitana.
El 28 de octubre de 2005 asumió su nombre actual en virtud del decreto S. Consistorialis Congregationis de la Congregación para los Obispos, y al mismo tiempo la catedral fue trasladada a la iglesia de San José de Hull. Esta medida fue motivada por el hecho de que en 2002 nació la nueva ciudad de Gatineau, que fusionó varias ciudades anteriores, que estaban ubicadas al norte del río Ottawa, incluida Hull.
El 1 de junio de 2022 se amplió, obteniendo de la sede de Mont-Laurier, unida simultáneamente en la diócesis de Saint-Jérôme-Mont-Laurier, 4 parroquias y la atención pastoral de la parroquia de St-Roch de Lac-Cayamant, perteneciente a la diócesis de Pembroke.

## Estadísticas
De acuerdo al Anuario Pontificio 2020 la arquidiócesis tenía a fines de 2019 un total de 259 433 fieles bautizados.
| Año                                                                             | Población            | Población | Población      | Sacerdotes | Sacerdotes    | Sacerdotes    | Bautizados por sacerdote | Diáconos permanentes | Religiosos | Religiosos | Parroquias |
| Año                                                                             | Bautizados católicos | Total     | % de católicos | Total      | Clero secular | Clero regular | Bautizados por sacerdote | Diáconos permanentes | Varones    | Mujeres    | Parroquias |
| ------------------------------------------------------------------------------- | -------------------- | --------- | -------------- | ---------- | ------------- | ------------- | ------------------------ | -------------------- | ---------- | ---------- | ---------- |
| 1966                                                                            | 127 770              | 153 000   | 83.5           | 241        | 129           | 112           | 530                      |                      | 134        | 553        | 61         |
| 1970                                                                            | 134 243              | 154 019   | 87.2           | 203        | 121           | 82            | 661                      |                      | 122        | 525        | 55         |
| 1976                                                                            | 150 230              | 181 000   | 83.0           | 182        | 106           | 76            | 825                      | 2                    | 106        | 324        | 58         |
| 1980                                                                            | 186 000              | 206 000   | 90.3           | 151        | 78            | 73            | 1231                     | 1                    | 101        | 368        | 50         |
| 1990                                                                            | 203 200              | 226 000   | 89.9           | 115        | 59            | 56            | 1766                     | 2                    | 63         | 294        | 66         |
| 1999                                                                            | 220 023              | 254 808   | 86.3           | 84         | 47            | 37            | 2619                     |                      | 40         | 244        | 60         |
| 2000                                                                            | 220 023              | 254 808   | 86.3           | 86         | 47            | 39            | 2558                     | 1                    | 45         | 234        | 61         |
| 2001                                                                            | 220 023              | 254 808   | 86.3           | 89         | 48            | 41            | 2472                     | 1                    | 47         | 224        | 61         |
| 2002                                                                            | 238 646              | 276 371   | 86.3           | 89         | 51            | 38            | 2681                     | 1                    | 41         | 212        | 61         |
| 2003                                                                            | 238 646              | 276 371   | 86.3           | 83         | 50            | 33            | 2875                     | 1                    | 42         | 200        | 61         |
| 2004                                                                            | 238 646              | 276 371   | 86.3           | 80         | 47            | 33            | 2983                     | 1                    | 44         | 199        | 61         |
| 2006                                                                            | 231 325              | 277 192   | 83.5           | 76         | 47            | 29            | 3043                     |                      | 39         | 202        | 61         |
| 2013                                                                            | 266 348              | 332 935   | 80.0           | 61         | 40            | 21            | 4366                     | 1                    | 35         | 130        | 53         |
| 2016                                                                            | 283 022              | 353 573   | 80.0           | 62         | 41            | 21            | 4564                     | 3                    | 38         | 102        | 53         |
| 2019                                                                            | 259 433              | 360 324   | 72.0           | 56         | 41            | 15            | 4632                     | 4                    | 18         | 91         | 51         |
| Fuente: Catholic-Hierarchy, que a su vez toma los datos del Anuario Pontificio. |                      |           |                |            |               |               |                          |                      |            |            |            |

## Episcopologio
- Paul-Émile Charbonneau † (21 de mayo de 1963-12 de abril de 1973 renunció)
- Joseph Adolphe Proulx † (13 de febrero de 1974-22 de julio de 1987 falleció)
- Roger Ébacher (30 de marzo de 1988-12 de octubre de 2011 retirado)
- Paul-André Durocher, desde el 12 de octubre de 2011